# The Boondocks
The Boondocks es una serie televisiva animada estadounidense-surcoreana basada en el cómic del mismo nombre producida por la productora Rebel Base para Sony Pictures Television, creada por Aaron McGruder (también creador del cómic) y Reginald Hudlin; y emitida en Estados Unidos por Cartoon Network a través del bloque Adult Swim, y en Latinoamérica por Canal Sony, Animax, FX, Sony Spin, y desde 2016 por I.Sat a través del bloque Adult Swim.
El tema musical de la cortina de inicio de la serie fue grabado por el artista Asheru. 
La primera temporada fue estrenada el 6 de noviembre de 2005 (originalmente se iba a estrenar en octubre del mismo año). La segunda temporada fue estrenada el 8 de octubre de 2007. La tercera temporada fue estrenada el 2 de mayo de 2010. La cuarta temporada fue estrenada el 21 de abril de 2014. La serie finalizó luego de la cuarta temporada, emitiéndose el último episodio el 23 de junio de 2014. La serie cuenta con un total de 55 episodios.

## Historia central
Al igual que en el cómic del mismo nombre, esta versión adaptada para televisión de The Boondocks se centra a la vida satírica de la familia Freeman. Así se puede ver como los hermanos afroamericanos Huey y Riley Freeman se mudan, gracias a su abuelo Robert Freeman, a los suburbios de Woodcrest (una ciudad parecida a Woodridge, Illinois), donde la gran mayoría de la gente es blanca.

## Visión general

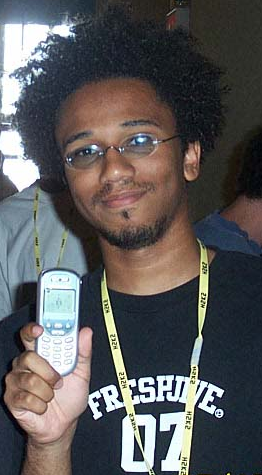
Aaron McGruder, creador de la serie.

### Temas tocados
La serie se caracteriza por tocar temas que involucran a la cultura a la que está sometida la raza negra, y a su relación con la(s) política(s). Dentro de todos estos temas se incluyen: La adaptación de la población negra dentro de una población blanca masiva, y como esta última aún manifiesta racismo por la raza negra; que hubiera pasado si Martin Luther King hubiera sufrido un coma en vez de morir; y la controversia por las acusaciones sexuales en contra de R. Kelly.
En el primer episodio de esta serie, se tocan temas tan pocos comunes como son las teorías de conspiración del 11-s, Huey Freeman es fiel creyente de estas teorías y las comenta en una fiesta de bienvenida a la cual es invitada toda la familia.
Dentro de la serie también se manifiesta la unidad racial, esto queda demostrado por el hecho de que, a pesar de que los hermanos Freeman están en desacuerdo con los puntos de vista expuestos de sus vecinos o de otros personajes, aún se sienten obligados a mostrarles su respeto y apoyo.

### Influencias
Existen variadas muestras de que en la serie existe una influencia por el anime y el manga. Esto se debe a que el creador de la serie, Aaron McGruder, es fan del anime, y esto se manifiesta en el diseño de los personajes.
La serie además hace variadas referencias a hechos del pasado ocurridos en episodios anteriores, además de mostrar continuidad con el cómic homónimo.

### Personajes
Descripción de los personajes principales:
- Huey Freeman: un chico interesado en las artes marciales, su estilo de pelea es el Kung fu. Huey, es mucho más responsable que su hermano y más maduro. Ocasionalmente da consejos a su Abuelo o a Tom, demostrando así su gran inteligencia. Huey lejos de ser estricto con Riley, ha demostrado preocuparse por él y en más de una ocasión lo ha ayudado aunque Riley no se lo pida.

- Riley Freeman: el hermano menor de Huey. A diferencia de su hermano Riley pelea con Kick Boxing. Riley es todo lo opuesto a su hermano ya que demuestra ser inmaduro e impaciente. Le gusta mucho la música hip hop y es amigo de un grupo de cantantes de rap. Riley considera a Huey como una molestia aunque en ocasiones se ha visto que le tiene aprecio o le pide consejos.

- Robert Freeman: abuelo de Huey y Riley, es un típico “viejo rabo verde” ya que suele grabarse semidesnudo o tomándose fotos en ropa “sexy” para ponerla en una página de citas por internet. Tiene poco interés en criar a sus nietos ya que prefiere tener citas con jóvenes hermosas . Pocas veces esta de buen humor, su estilo de pelea es Vale Tudo y emplea su cinturón a modo de látigo para eso.

Descripción de los personajes secundarios:
- Uncle Ruckus: es un amigo de Robert, . Tiene un ojo de vidrio y le faltan algunos dientes, dándole la impresión de estar loco. Suele dar malos consejos a Robert y ha demostrado en más de una vez, odio hacia los afroamericanos. Está convencido de que es una persona blanca y su peor mal es tener una enfermedad que lo convirtió en negro.

- Thomas DuBois: es ayudante del fiscal y un vecino de los Freeman y normalmente conversa temas políticos con Huey. Está casado con Sara una mujer blanca la cual por un tiempo lo echó de la casa, aunque al final las cosas entre ambos se solucionaron. Robert, Ruckus y Riley suelen frecuentarlo para humillarlo. A diferencia de la mayoría de los personajes, principales y secundarios, "Tom" es una persona educada y cordial y muy pocas veces suele hablar a groserías. Junto a su esposa Sarah, tiene una hija de comportamiento y mentalidad similar a la de Huey llamada Jazmine.

- Jazmine DuBois es la hija birracial de Thomas y Sarah y amiga de Huey. Ella puede ser extremadamente paranoica y un poco ingenua, haciendo de ello un objeto de burla para Riley. Se escandalizo por el 9/11 y cuando descubrió que el hada de los dientes no existe. Ella cree firmemente en Santa Claus viéndolo como el verdadero significado de la Navidad.

- Ed Rothschild Wuncler, Sr. es un rico agente de bienes con sobrepeso, cuya familia fundó Woodcrest y han vivido en la zona por más de un siglo. Wuncler posee el préstamo de la casa del Abuelo (y de todas las casas de Woodcrest) y de alguna forma controla la policía.

## Episodios

### Primera temporada (2005-2006)
- 1: The Garden Party (Fiesta en el Jardín)
- 2: The Trial of R. Kelly (El Juicio de R. Kelly)
- 3: Guess Hoe's Coming to Dinner (La Zorra Viene a Cenar)
- 4: Granddad's Fight (La Pelea del Abuelo)
- 5: A Date With The Health Inspector (Cita Con El Inspector De Salud)
- 6: The Story of Gangstalicious (La Historia de Ganstericio)
- 7: A Huey Freeman Christmas (La Navidad de Huey Freeman)
- 8: The Real (La Realidad)
- 9: Return of the King (El Regreso del Rey)
- 10: The Itis (Modorra)
- 11: Let's Nab Oprah (Secuestremos a Oprah)
- 12: Riley Wuz Here (Riley Estuvo a Aquí)
- 13: Wingmen (Pilotos)
- 14: The Block Is Hot (Hace Calor en La Cuadra)
- 15: The Passion of Reverend Ruckus (La Pasión del Reverendo Ruckus)

### Segunda temporada (2007-2008)
- 16: ...Or Die Trying (...O Moriré Intentándolo)
- 17: Tom, Sarah and Usher (Tom, Sarah y Usher)
- 18: Thank You for Not Snitching (Gracias por No Delatar)
- 19: Stinkmeaner Strikes Back (Stinkmeaner Ataca de Nuevo)
- 20: The Story of Thugnificent (La Historia de Patanífico)
- 21: Attack of the Killer Kung-Fu Wolf Bitch (El Ataque de la Mujer Asesina del Kun-Fu Lobo)
- 22: Shinin (Brillando)
- 23: Ballin (Jugando Baloncesto)
- 24: Invasion of the Katrinians (La Invasión de los Damnificados)
- 25: Home Alone (Solo en Casa)
- 26: The S-Word (La Palabra que Empieza Con N)
- 27: The Story of Catcher Freeman (La Historia de Catcher Freeman)
- 28: The Story of Gangstalicious 2 (La Historia de Ganstericio Segunda Parte)
- 29: The Hunger Strike (Dévora Leevil)
- 30: The Uncle Ruckus Reality Show (El Programa del Tío Ruckus)

### Tercera temporada (2010)
- 31: It's a Black President, Huey Freeman
- 32: Bitches to Rags
- 33: The Red Ball
- 34: The Story of Jimmy Rebel
- 35: Stinkmeaner 3: The Hateocracy
- 36: Smokin' With Cigarettes
- 37: The Fundreiser
- 38: Pause
- 39: A Date with the Booty
- 40: The Story of Lando Freeman
- 41: Lovely Ebony Brown
- 42: Mr. Medicinal
- 43: The Fried Chicken Flu
- 44: The Color Ruckus
- 45: It's Goin Down

### Cuarta temporada (2014)
- 46: Pretty Boy Flizzy
- 47: Good Times
- 48: Breaking Granddad
- 49: Early Bird Special
- 50: Freedom Ride or Die
- 51: Granddad Dates a Kardashian
- 52: Freedomland
- 53: I Dream of Siri
- 54: Stinkmeaner: Begun the Clone War Has
- 55: The New Black
- 56:This nigga ain't pimpin' it

## Reparto
| Personaje                 | Actor de voz original Estados Unidos | Actor de voz México           | Actor de voz Argentina (Capítulos 1 y 3) |
| ------------------------- | ------------------------------------ | ----------------------------- | ---------------------------------------- |
| Riley Freeman             | Regina King                          | Karina Altamirano             | Sol Nieto                                |
| Huey Freeman              | Regina King                          | Xóchitl Ugarte                | Natalia Rosminati                        |
| Robert "Jedediah" Freeman | John Whitherspoon                    | Jorge Santos                  | Leto Dugatkin                            |
| Uncle Ruckus (Tío Ruckus) | Gary Anthony Williams                | Rolando de Castro             | ¿?                                       |
| Colonel H. Stinkmeaner    | Cedric Yarbough                      | Jesse Conde                   | N/D                                      |
| Thomas Dubois             | Cedric Yarbough                      | Gerardo García                | N/D                                      |
| Jazmine Dubois            | Gabby Soleil Kiarah Pollas           | Gaby Ugarte                   | N/D                                      |
| Sarah Dubois              | Jill Talley                          | Angélica Villa                | N/D                                      |
| Ed Rothschild Wuncler Sr. | Edward Asner                         | Gabriel Pingarrón             | Ariel Cisternino                         |
| Ed Wuncler II             | Sam McMurray                         | N/D                           | N/D                                      |
| Ed Wuncler III            | Charlie Murphy                       | Noé Velázquez                 | Adrián Wowczuk                           |
| Gin Rummy                 | Samuel L. Jackson                    | Armando Coria                 | N/D                                      |
| Thugnificent (Patanifico) | Carl Jones                           | Germán Fabregat               | N/D                                      |
| Leonard                   | DeRay Davis                          | Gustavo Carrillo              | N/D                                      |
| Títulos e insertos        | N/D                                  | Sergio Gutiérrez Coto (Intro) | René Sagastume                           |

## Controversia
La serie está clasificada TV-MA (solo para adultos) en su emisión en el bloque Adult Swim debido a su contenido violento (que involucra agresión a menores de edad), sexual (desnudez parcial y temas sexuales explícitos) y discriminatorio. Entre lo más destacado que le otorga esta clasificación a la serie se encuentra su contenido discriminatorio, que incluye lenguaje fuerte, modismos raciales y comentarios racistas.
En The Boondocks se puede ver que hay un uso continuo de la palabra nigga. Aaron McGruder defiende su uso dentro de la serie aduciendo que su uso hace a la serie más sincera debido a que esta palabra tiene uso frecuente en las conversaciones diarias de la mayoría de la gente afroamericana. Incluso el episodio piloto de la serie tiene una broma completa dedicada a la palabra. Según se ve en la serie, el término nigga se refiere a una persona ignorante, una persona que se vuelve ignorante o a una persona que muestra atributos que demuestran su ignorancia.
De acuerdo con un artículo en el diario The Washington Post una escena que contenía referencias a Rosa Parks (en la cual aparece protestando contra R. Kelly y recibe un golpe de un hueso de pollo frito) fue removida de un episodio, una semana después de su muerte. Esta escena está disponible en el DVD de la primera temporada de la serie como escena borrada.
En el año 2006 Al Sharpton protestó por el uso de la palabra nigga por parte de Martin Luther King dentro de un episodio de la serie. Sharpton sintió que esto era un insulto a la memoria de Martin Luther King que merecía una disculpa de Aaron McGruder. Luego del suceso la controversia fue remarcada 5 veces dentro del cómic y en un episodio de la serie.